# Alassane Ouattara
Alassane Ouattara (* 1. ledna 1942) je politik Pobřeží slonoviny a od 11. dubna 2011 také prezident země. Je znám jako technokrat a má ekonomické vzdělání.

## Život
Alassane Ouattara byl v letech 1990–1993 premiérem Pobřeží slonoviny. V letech 1994–1998 pak pracoval pro Mezinárodní měnový fond.
Ouattara měl kandidovat již v prezidentských volbách roku 1995. To mu ale bylo znemožněno mimo jiné kvůli tomu, že poslední roky žil v USA a jeho otec se narodil v Burkině Faso. Jeho strana RDR pak volby bojkotovala a nenasadila do nich žádného svého kandidáta.
Lídr RDR Ouattara pak kandidoval i ve volbách roku 2010, v prvním kole dosáhl zisku 32,07 % hlasů a druhého místa. V druhém kole prezidentských voleb konaném 28. listopadu 2010 získal podle IEC více hlasů než jeho oponent, dosavadní prezident Laurent Gbagbo. 4. prosince byl tedy Ouattara uznaný prezidentem i Organizací spojených národů a světovými mocnostmi. Nárok na prezidentský úřad si ovšem zároveň dělal i Gbagbo, který byl ovšem v dubnu 2011 zadržen a až od té doby je Ouattarovo vítězství nesporné.
25. října 2015 byl do nejvyššího úřadu země zvolen podruhé, když v prvním kole prezidentských voleb získal 83,66 % odevzdaných hlasů. Opozice volby bojkotovala, takže účast byla jen lehce nadpoloviční (54,63 %).
Po změně ústavy byl 31. října 2020 zvolen prezidentem i potřetí, a to 94,27 % hlasů. Opozice volby znovu bojkotovala.

## Vyznamenání
- velkokříž Národního řádu Beninu – Benin, 23. dubna 2013 – udělil prezident Yayi Boni[3][4]
- komtur Řádu Nigeru – Nigérie
- velkokříž Národního řádu Pobřeží slonoviny – Pobřeží slonoviny, 2010
- čestný společník Řádu ghanské hvězdy – Ghana, 2017[5]
- velkokříž s řetězem Řádu prince Jindřicha – Portugalsko, 12. září 2017[6]
- komtur Národního řádu lva – Senegal[7]
- komtur Řádu Mono – Togo[7]